# Synagoge (Wanne-Eickel)

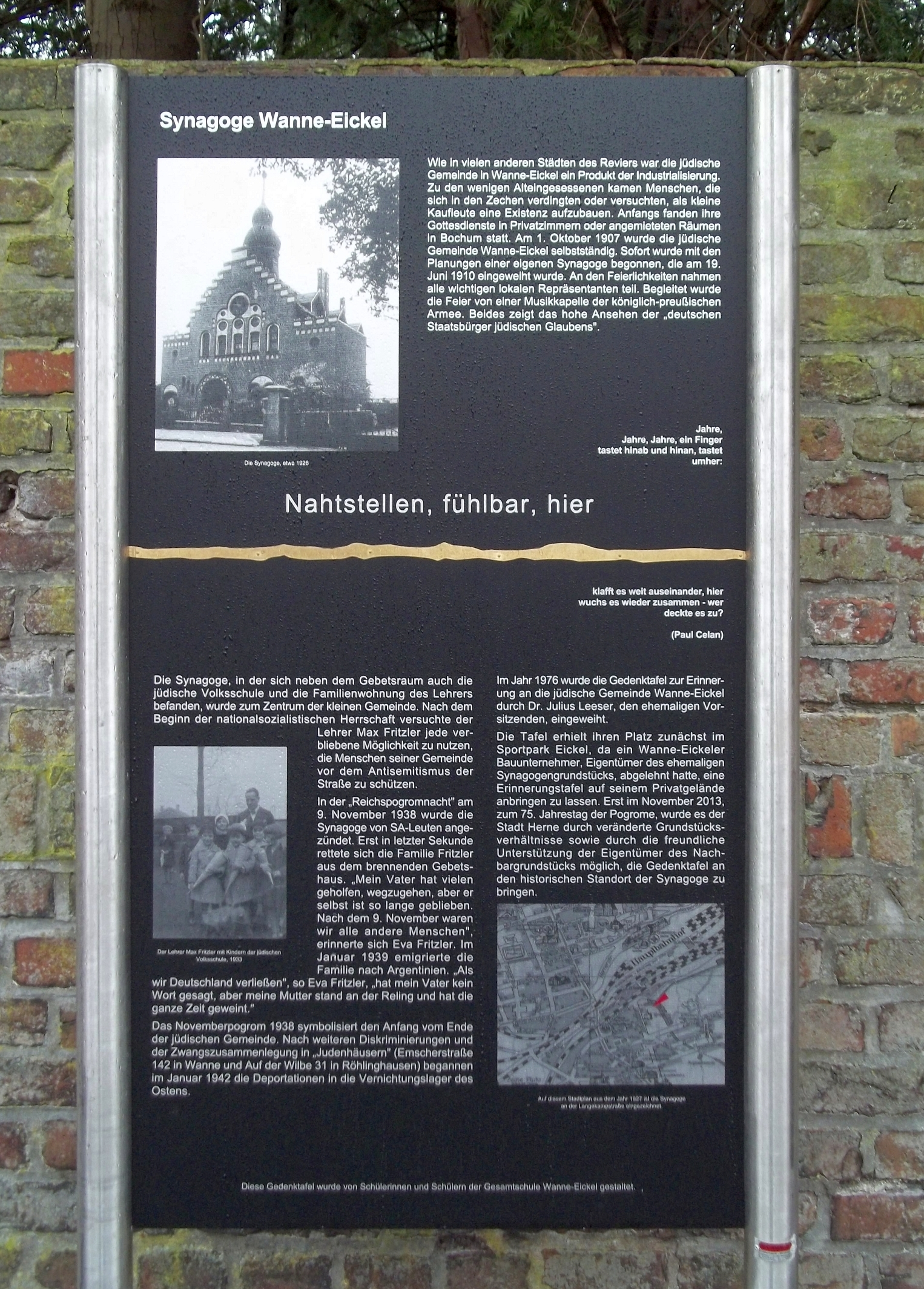
Gedenktafel an der Langekampstraße

Die Synagoge Wanne-Eickel war die 1909–1910 erbaute, 1938 zerstörte Synagoge der Synagogengemeinde Wanne-Eickel. Sie wurde auf dem Grundstück Heinrichstraße 8 in der Gemeinde Wanne erbaut, das nach der Vereinigung von Wanne und Eickel zur kreisfreien Stadt Wanne-Eickel 1926 die Adresse Langekampstraße 48 trug.

## Geschichte
Bis zur Bildung der Synagogengemeinde Wanne-Eickel – der auch die Juden aus Holsterhausen und Röhlinghausen angehörten – am 1. Oktober 1907 wurde der Bezirk von der Bochumer Synagogengemeinde mitbetreut. Vor 1898 bestand allerdings bereits ein Betraum im Haus Bahnhofstraße 5, anschließend konnte ein Betzimmer im Haus Gelsenkircher Straße 6 genutzt werden. (Beide Gebäude bestehen nicht mehr.) Die Vereinigung der Juden aus Wanne und Eickel – und ihre Abspaltung von Bochum – war schließlich auslösend für den Bau einer eigenen Synagoge.:189 Am 21. Juni 1909 stellte der Wanner Architekt Georg E. Gobrecht den Bauantrag für das zweigeschossige, in Backstein-Mauerwerk auszuführende Gebäude. Ein Jahr darauf konnte der Bochumer Rabbiner Moritz David die Synagoge einweihen.:190
Die Synagoge wurde während des Novemberpogroms vom 10. November 1938 durch Brandstiftung bis auf die Außenmauern zerstört. Da nach Meinung der örtlichen Behörden die Ruine eine Gefahr für die Passanten darstellte, wurde sie im Mai 1939 durch das Baugeschäft Ferdinand Dick abgebrochen.

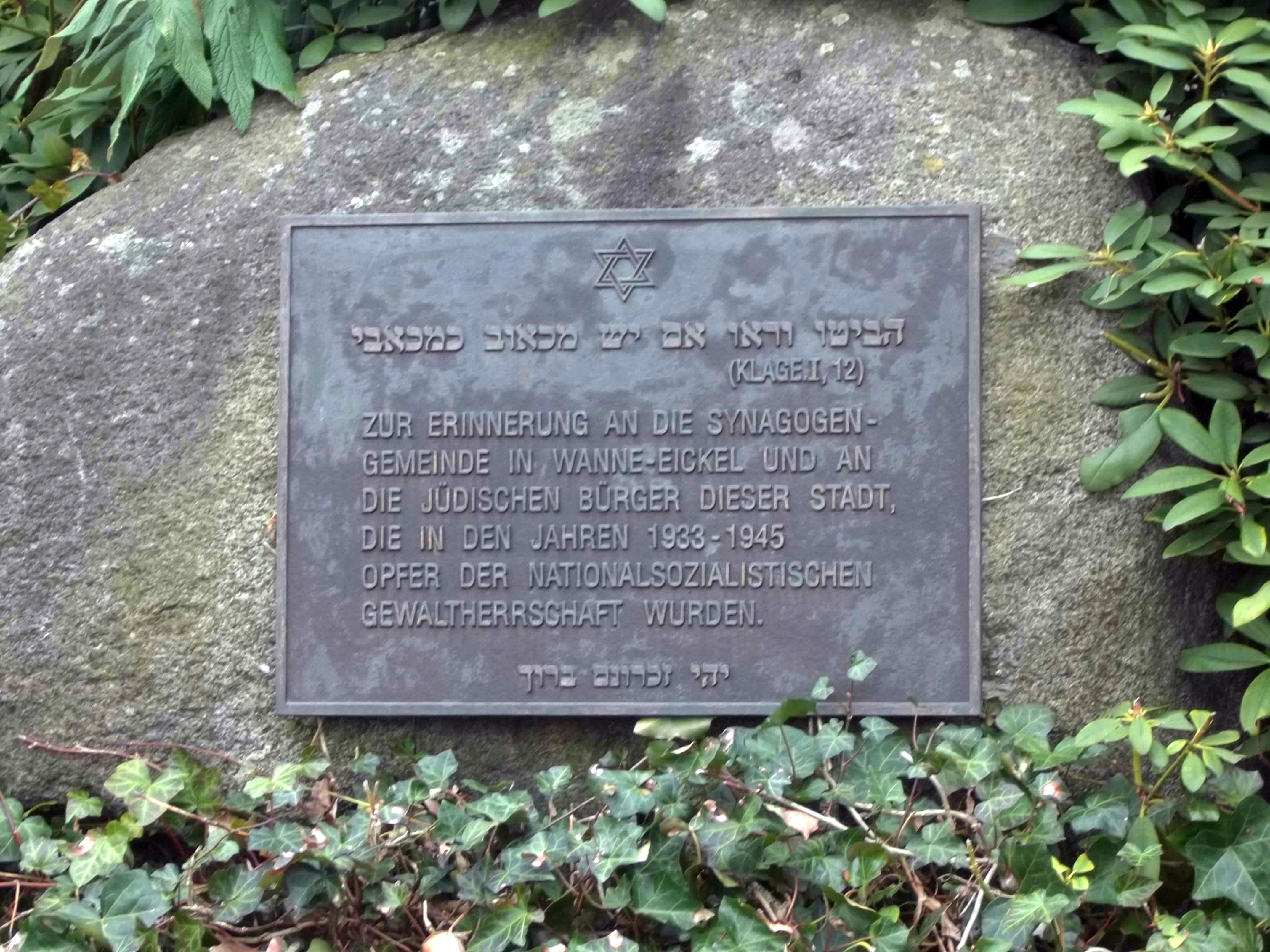
Erinnerungstafel in Wanne-Süd am Sportpark (2013)

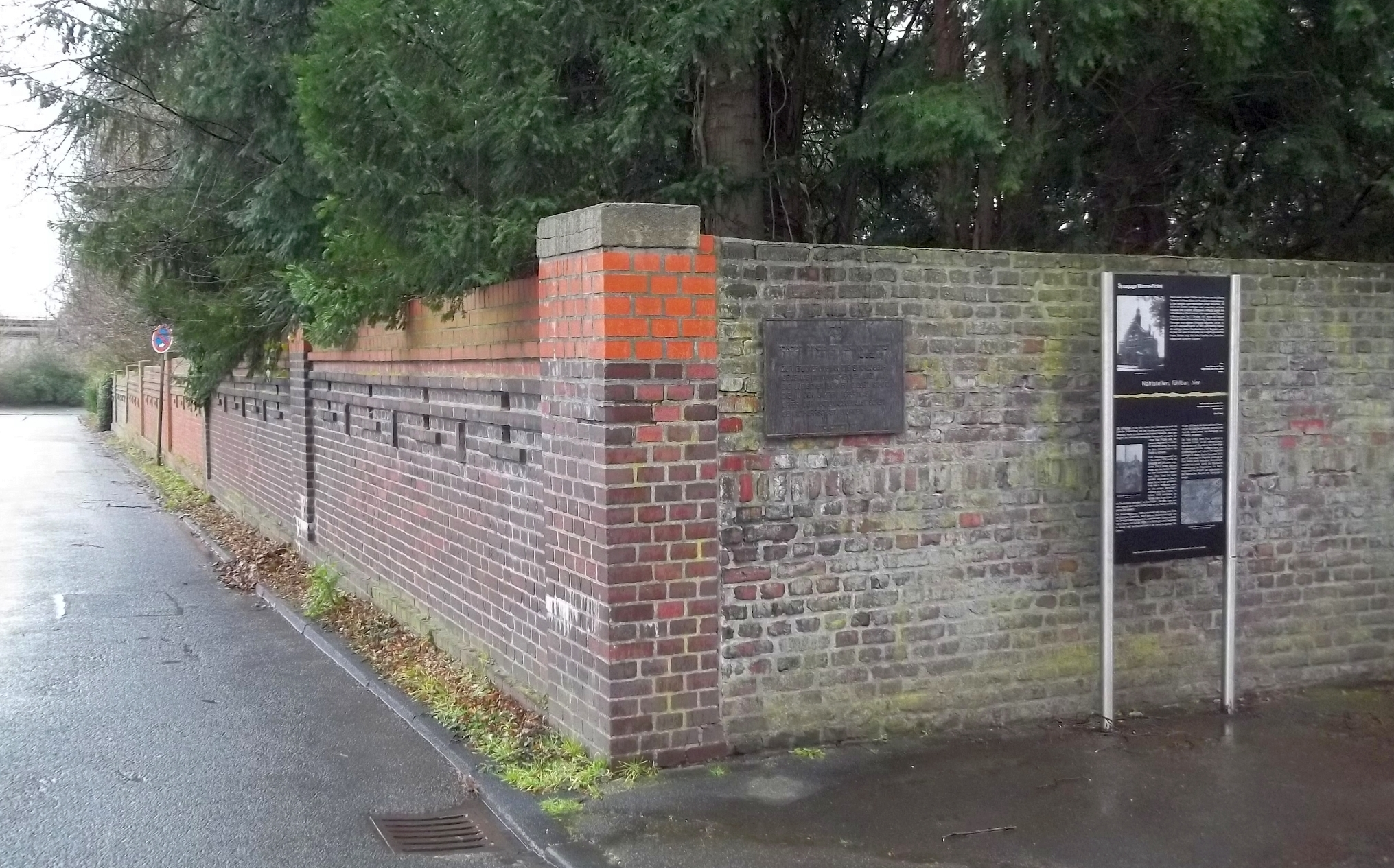
Gedenktafel an der Langekampstraße mit der Einfriedung des ehemaligen Synagogengrundstücks (2014)

1951 veräußerte die Jewish Trust Corporation als Rechtsnachfolgerin der Synagogengemeinde das Grundstück an die Bauunternehmung Heitkamp, deren Stammsitz auf dem nördlich benachbarten Grundstück lag.:191
1971 regte der frühere Vorsteher der Synagogengemeinde, Julius Leeser, die Errichtung eines Mahnmals bzw. das Anbringen einer Erinnerungstafel am Standort der Synagoge an, was mangels Zustimmung der Bauunternehmung Heitkamp als Grundstückseigentümerin zunächst nicht geschah. 1976 kam es zur Aufstellung eines Gedenksteins, allerdings in einer mehrere hundert Meter entfernten Grünanlage. Nach der Insolvenz von Heitkamp im Jahr 2012 setzten – auch im Hinblick auf den im Jahr 2013 zu begehenden 75. Jahrestag der gewaltsamen Zerstörung der Synagoge – neuerliche Bemühungen ein, die Gedenktafel von ihrem bisherigen Standort, dem Sportpark Wanne-Süd, an die Langekampstraße zu verlegen, die letztlich im November 2013 zum Erfolfg führten.
Eine jüdische Schule bestand in Wanne-Eickel von 1899 bis 1924 und erneut von 1929 bis 1938.:190

## Architektur

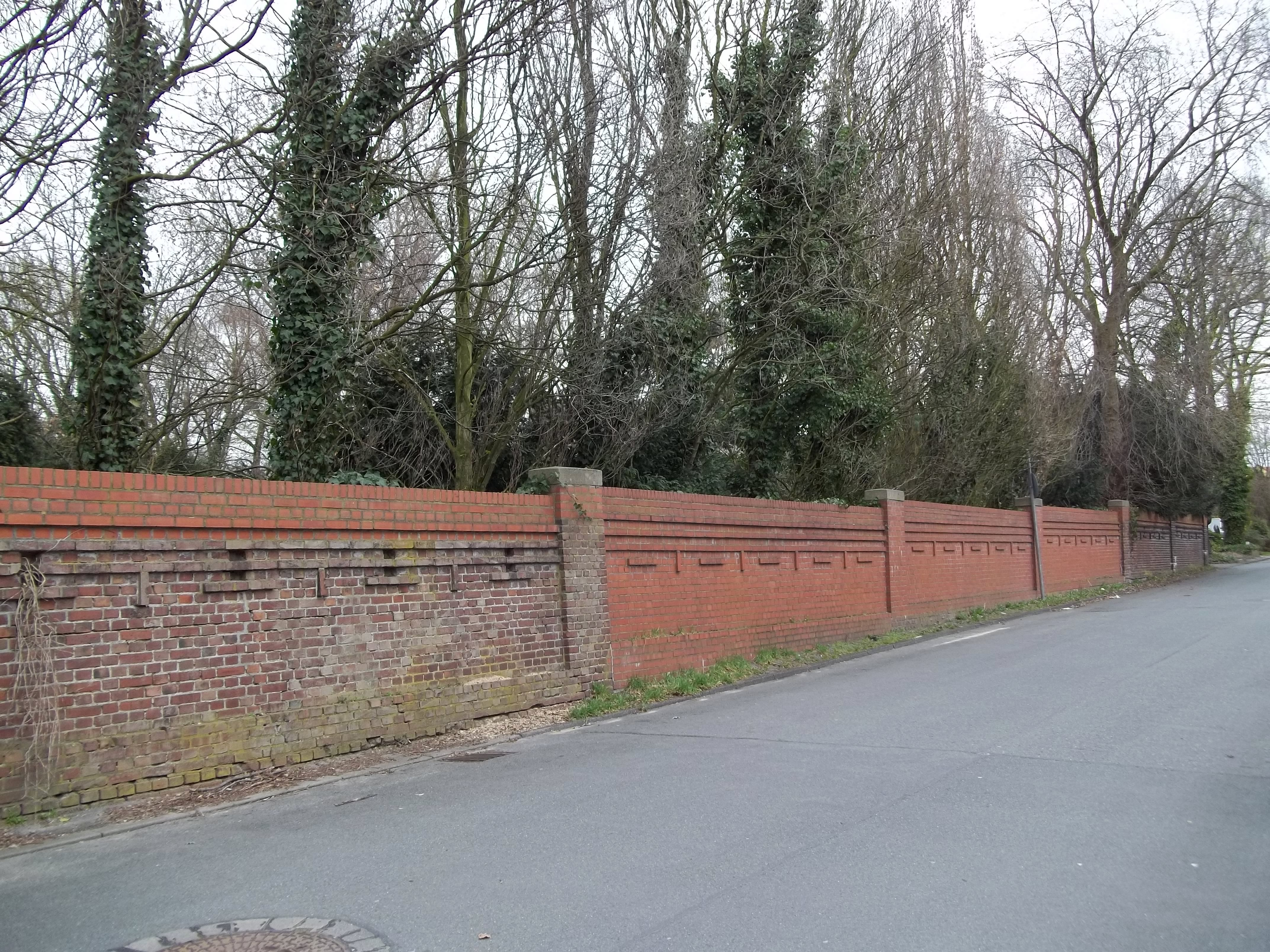
Einfriedung des ehemaligen Synagogengrundstücks (2013)

Die 1909 von Gobrecht projektierte Synagoge nahm neben dem Betsaal im Obergeschoss auch die Wohnung des Lehrers der jüdischen Schule im Erdgeschoss auf. Die im Rundbogenstil ausgestaltete Fassade kaschierte diese Zweigeschossigkeit. Die nach der Langekampstraße ausgerichtete Eingangsseite wurde durch einen abgetreppten Giebel betont; für den hellere Ziegel verwendet wurden. An der Nord- wie der Südseite des Gebäudes waren – wohl zur Ausleuchtung des Betsaals – je drei Dachgauben aufgesetzt. Der schlanke Dachreiter wurde nach oben mit einer geschweiften Haube abgeschlossen, über der sich ein Davidstern erhob. Der Betsaal im Obergeschoss bot Raum für 180 Gläubige. Daneben befand sich dort die Garderobe für die Frauen, die der Männer war neben den Wohnräumen des Lehrers angeordnet. Eine eigenständige Empore für die Frauen existierte nicht. Zur Straße war die Synagoge durch eine gärtnerische Anlage abgegrenzt. 1930 wurden insbesondere im westlichen Teil der Lehrerwohnung bauliche Mängel auf Grund von Bergschäden festgestellt, die von der benachbarten Zeche Shamrock verursacht wurden.:190